# همخوان خیشومی

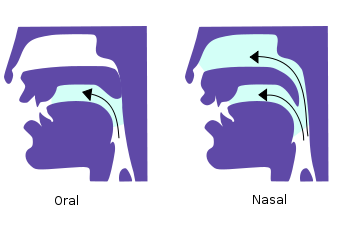
تصویری از نوع بازدم هوا از دهان و بینی

در آواشناسی، همخوان خیشومی (انگلیسی: Nasal consonant) به همخوانی گفته می‌شود که هنگام تولید آن حفره دهان بسته می‌شود و جریان هوا از طریق بینی خارج می‌شود.